# Friedmann Valley
Friedmann Valley är en dal i Antarktis. Den ligger i Östantarktis. Nya Zeeland gör anspråk på området.